# By the Way, I Forgive You
By the Way, I Forgive You è il sesto album in studio della cantautrice statunitense Brandi Carlile, pubblicato il 16 febbraio 2018.

## Tracce
1. Every Time I Hear That Song
2. The Joke
3. Hold Out Your Hand
4. The Mother
5. Whatever You Do
6. Fulton County Jane Doe
7. Sugartooth
8. Most of All
9. Harder to Forgive
10. Party of One

## Classifiche
| Classifica (2018) | Posizione massima |
| ----------------- | ----------------- |
| Canada            | 27                |
| Stati Uniti       | 5                 |
| Svizzera          | 13                |